# CTE Bracuí (D-23)
CTE Bracuí (D-23) (ex- USS Reybold (DE-177), Classe Cannon) foi um navio de guerra tipo contratorpedeiro da Classe Bertioga da Marinha do Brasil.
O Bracuí foi construído pelo estaleiro Federal Shipbuilding and Drydock Company, em Newark, New Jersey, Estados Unidos.

## Origem do nome
O nome da embarcação e da Classe do navio é uma homenagem ao rio Bracuí, que deságua na enseada de mesmo nome, próximo à cidade de Angra dos Reis, no estado do Rio de Janeiro. A expressão "bracuí" na língua tupi "ybyrá-ku'i" /ɨβɨ'ra-ku'ʔi/, significando "farinha de madeira". Foi o primeiro navio da Marinha a utilizar este nome, o segundo foi o navio-patrulha NPa Bracuí (P-60).